# Eugoa bipunctata
Eugoa bipunctata là một loài bướm đêm thuộc phân họ Arctiinae, họ Erebidae.